# Рождество, опять
«Рождество, опять» (англ. Christmas, Again) — независимый кинофильм режиссёра Чарльза Покела, вышедший на экраны в 2014 году. Лента основана на собственном опыте Покела, который несколько лет работал продавцом новогодних елей. Согласно журналу «Искусство кино», картина стала «одним из главных синефельских открытий 2014 года».

## Сюжет
Время накануне Рождества. Ноэль занимается продажей новогодних елей, работая в ночную смену и живя в трейлере на улицах Нью-Йорка. Он занимается этим впервые после расставания с девушкой, поэтому настроение у него совсем не рождественское. От хандры спасает лишь общение с необычными покупателями. Однажды он встречает загадочную девушку, которая заснула на скамейке в парке и которую чуть не ограбили. Ноэль позволяет ей переночевать в трейлере. Эта встреча помогает ему вновь почувствовать интерес к жизни.

## В ролях
- Кентакер Одли — Ноэль
- Джейсон Шелтон — Ник
- Уна Рош — Робин
- Ханна Гросс — Лидия
- Сэм Стиллман — Деррик
- Андреа Суарес Пас — Джейн
- Кейтлин Менер — Кэрри

## Награды и номинации
- 2014 — участие в конкурсной программе кинофестиваля в Локарно.
- 2015 — номинация на приз зрительских симпатий в категории «Best of Next!» на кинофестивале Санденс.
- 2015 — номинация на приз за лучший американский независимый фильм на Кливлендском кинофестивале.
- 2016 — номинация на приз имени Джона Кассаветиса от премии «Независимый дух».